# Мусін-Пушкін Володимир Олексійович
Граф Володимир Олексійович Мусін-Пушкін (7 листопада 1868 — 17 квітня 1918) — російський громадський і політичний діяч, член Державної ради Російської імперії.

## Біографія

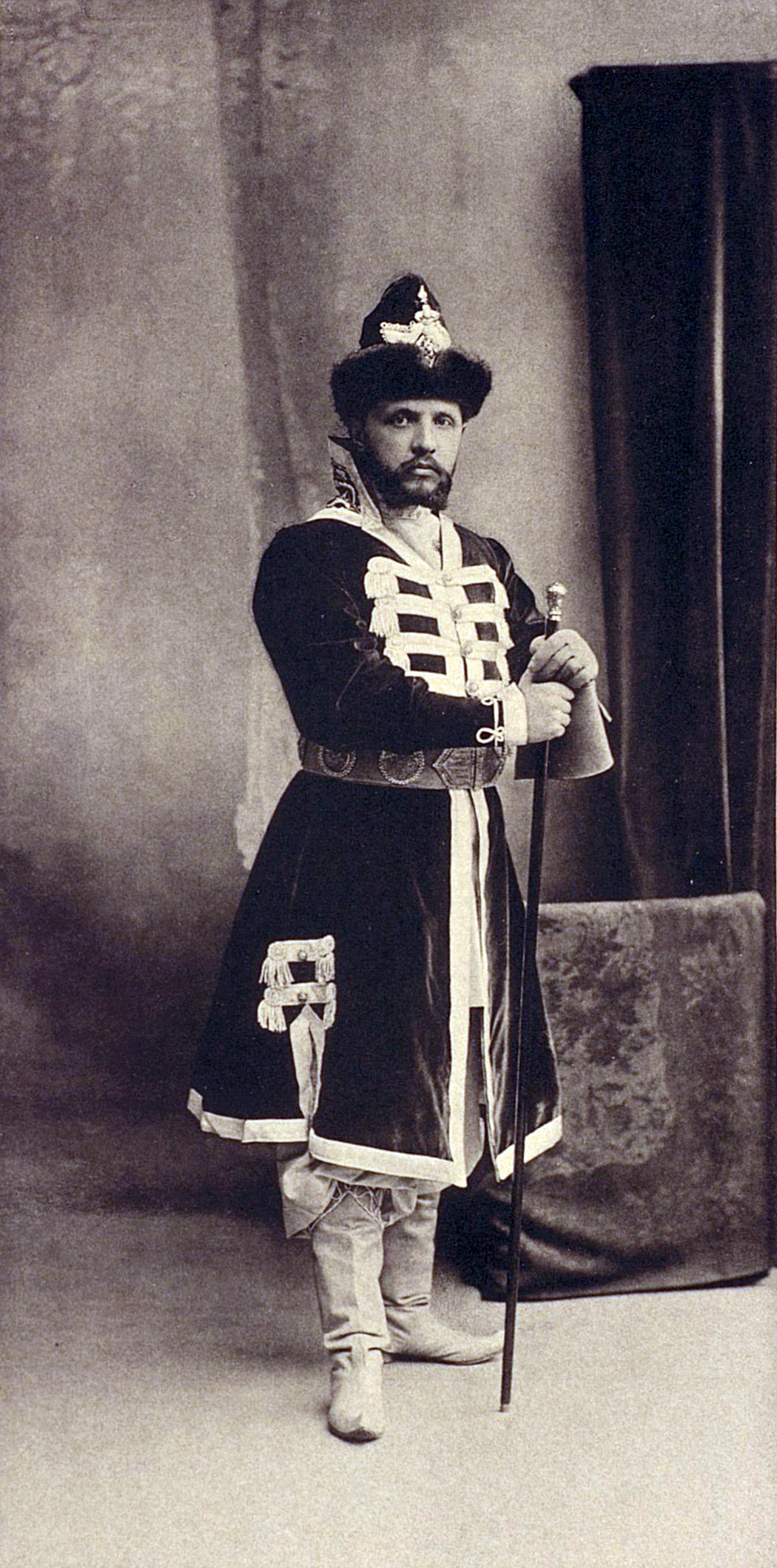
Граф Мусін-Пушкін на костюмованому балу 1903 року.

Православний. З  потомствених дворян Ярославської губернії. Великий землевласник Чернігівської губернії.
Син петербурзького повітового предводителя дворянства графа  Олексія Івановича Мусіна-Пушкіна (1825–1879) і статс-дами графині Любові Олександрівни Кушелєвої-Безбородько (1833–1913). Онук державного контролера графа Олександра Григоровича Кушелєва-Безбородько.
Закінчив петербурзьку  гімназію Гуревича і Олександрівський ліцей з Табелем про ранги чином 10 класу (1891).
Після закінчення ліцею поступив на службу в  Міністерство юстиції, був відряджений для занять у 1-й департамент  Сенату. Однак незабаром залишив державну службу і присвятив себе благодійній та громадській діяльності. Обирався гласним Сосницького, Ніжинського та Козелецького повітових і Чернігівського губернського земських зборів,  почесним мировим суддею Сосницького повіту, Сосницьким повітовим (1893–1915) та Чернігівським губернським (1915–1917) предводителем дворянства. Також обирався гласним  Петербурзької міської думи. З 1898 року працював над полегшенням потреб найбіднішого населення Петербурга.
З 1904 року був членом Головного управління  Російського Товариства Червоного Хреста. У роки  російсько-японської війни був членом виконавчої комісії з подачі допомоги хворим і пораненим воїнам, завідував відділом заготовок. Крім того, був віце-головою Комітету Санкт-Петербурзького дамського лазарету, Єлизаветинської громади Російського Товариства Червоного Хреста, товаришем голови Хрестового благодійного товариства.
6 вересня 1911 обраний членом Державної Ради від Чернігівського земства на місце померлого Михайла Красовського. У наступному році був переобраний. Примикав до групи центру. Дослужився до чину дійсного статського радника (1914), мав придворний чин церемоніймейстера (1909). Був герольдом ордена Святої Анни.
Убитий 17 квітня 1918 в селі Носівка Чернігівської губернії і аж 13 червня того ж року похований у Києві.

## Сім'я
Був одружений з графинею Єлизаветою Василівною Капніст (1868–1944), дочкою графа Василя Капніста (1838–1910) і княжни Варвари Василівни Рєпніної (1841–1919), внучкою декабриста Олексія Капніста і племінниці князя М. В. Рєпніна. У них було семеро дітей.

## Нагороди
- Орден Святої Анни 2-го ступеня (1901);
- Імператорський орден Святого Рівноапостольного князя Володимира 4-го ступеня;
- Імператорський орден Святого Рівноапостольного князя Володимира 3-го ступеня (1910).

- Медаль «В пам'ять царювання імператора Олександра III»;
- Медаль «В пам'ять коронації Імператора Миколи II»;
- Медаль «В пам'ять 100-річчя Вітчизняної війни 1812 р»;
- Медаль «В пам'ять 300-річчя царювання дому Романових» (1913).

іноземні:
- Турецька Орден Меджида 3-го ст. (1897);
- Бухарський орден Золотої зірки 2-го ст. (1913).